# Djabatoré
Djabatoré (deutsch auch: Djabotaure, andere Schreibweise: Djabataouré) ist eine Ortschaft in Togo. Sie befindet sich etwa in der Mitte des Landes in der Präfektur Tchaudjo der Region Centrale. Die Hauptstadt Lomé liegt etwa 280 Kilometer entfernt im Süden. Sokodé, der Verwaltungssitz der Präfektur, liegt etwa 60 Kilometer im Norden.

## Geographie
Die Siedlung liegt etwas östlich des Flusses Anié, einem Nebenfluss des Mono.

## Infrastruktur
Der Ort liegt direkt an der Nationalstraße N1 des Landes. In der deutschen Kolonialzeit hätte eine geplante Verlängerung der Eisenbahnlinie Lomé–Blitta, zu der Zeit auch Hinterlandbahn genannt, wohl dazu geführt, dass auch Djabatoré eine Bahnstation erhalten hätte (der damalige Endhaltepunkt Blitta liegt nur etwa 25 Kilometer südlich). Hierzu kam es jedoch aufgrund des Ausbruchs des Ersten Weltkriegs nicht mehr.

## Geschichte
Djabatoré lag zur deutschen Kolonialzeit im Verwaltungsbezirk Sokode. Zu dieser Zeit existierte im Ort eine sog. Besserungssiedlung für aus Sicht der Kolonialherren straffällig gewordene Einheimische, die hier „wieder an geordnetes  Leben und produktive Arbeit gewöhnt“ werden sollten.